# Greg Taylor
Greg John Taylor (Greenock, 5 novembre 1997) è un calciatore scozzese, difensore del PAOK e della nazionale scozzese.

## Caratteristiche tecniche
Gioca come terzino sinistro, dotato di una buona velocità ed abile come assist-man. Non spicca fisicamente ma compensa con un buon tempismo nei tackle in difesa.

## Carriera

### Club

#### Giovanili nei Rangers e l'inizio al Kilmarnock
Cresciuto nel settore giovanile dei Rangers, viene rilasciato nel 2014 perché ritenuto troppo esile fisicamente. Tesserato quindi dal Kilmarnock, ha esordito in prima squadra il 14 maggio 2016, nella partita persa per 2-4 contro il Dundee United. Il 7 giugno prolunga fino al 2019.

#### Celtic
Il 2 settembre 2019, dopo un passato nei rivali calcistici dei Rangers, viene acquistato dal Celtic. Nel corso della prima stagione 2019/2020 colleziona 12 presenze con 5 assist realizzati, contribuisce alla vittoria della Scottish Premiership e della coppa scozzese.  Il 18 agosto 2020 segna il primo goal nel turno di qualificazione Champions League, vinto per 6-0 contro il kr Reykjavik.
Il 5 novembre 2021 rinnova il suo contratto fino al 2025.

### Nazionale
Ha giocato nella nazionale scozzese Under-20.
Ha debuttato con la nazionale under-21 scozzese il 28 marzo 2017, nell'amichevole pareggiata per 0-0 contro l'Estonia.
Nel 2019 ha esordito nella nazionale maggiore scozzese.

## Statistiche

### Presenze e reti nei club
Statistiche aggiornate al 18 maggio 2024.
| Stagione          | Club              | Campionato        | Campionato | Campionato | Coppe nazionali | Coppe nazionali | Coppe nazionali | Coppe continentali | Coppe continentali | Coppe continentali | Supercoppe | Supercoppe | Supercoppe | Totale | Totale |
| Stagione          | Club              | Comp              | Pres       | Reti       | Comp            | Pres            | Reti            | Comp               | Pres               | Reti               | Comp       | Pres       | Reti       | Pres   | Reti   |
| ----------------- | ----------------- | ----------------- | ---------- | ---------- | --------------- | --------------- | --------------- | ------------------ | ------------------ | ------------------ | ---------- | ---------- | ---------- | ------ | ------ |
| mag. 2016         | Kilmarnock        | SP                | 1+1        | 0          | SC+CdL          | -               | -               | -                  | -                  | -                  | -          | -          | -          | 2      | 0      |
| 2016-2017         | Kilmarnock        | SP                | 34         | 0          | SC+CdL          | 1+3             | 0               | -                  | -                  | -                  | -          | -          | -          | 38     | 0      |
| 2017-2018         | Kilmarnock        | SP                | 30         | 0          | SC+CdL          | 3+4             | 0               | -                  | -                  | -                  | -          | -          | -          | 37     | 0      |
| 2018-2019         | Kilmarnock        | SP                | 36         | 1          | SC+CdL          | 2+3             | 0               | -                  | -                  | -                  | -          | -          | -          | 5      | 0      |
| ago.-set. 2019    | Kilmarnock        | SP                | 2          | 0          | SC+CdL          | 0+1             | 0               | UEL                | 2                  | 0                  | -          | -          | -          | 5      | 0      |
| Totale Kilmarnock | Totale Kilmarnock | Totale Kilmarnock | 103+1      | 1          |                 | 17              | 0               |                    | -                  | -                  |            | -          | -          | 123    | 1      |
| set. 2019-2020    | Celtic            | SP                | 12         | 0          | SC+CdL          | 3+0             | 0               | UEL                | 2                  | 0                  | -          | -          | -          | 17     | 0      |
| 2020-2021         | Celtic            | SP                | 26         | 0          | SC+CdL          | 1+0             | 0               | UCL+UEL            | 2+3                | 1+0                | -          | -          | -          | 32     | 1      |
| 2021-2022         | Celtic            | SP                | 24         | 0          | SC+CdL          | 2+2             | 1+0             | UCL+UEL+UECL       | 2+4+1              | 0                  | -          | -          | -          | 35     | 1      |
| 2022-2023         | Celtic            | SP                | 31         | 3          | CS+CdL          | 4+2             | 0               | UCL                | 6                  | 0                  | -          | -          | -          | 43     | 3      |
| 2023-2024         | Celtic            | SP                | 35         | 3          | CS+CdL          | 4+1             | 0               | UCL                | 6                  | 0                  | -          | -          | -          | 46     | 3      |
| Totale Celtic     | Totale Celtic     | Totale Celtic     | 128        | 6          |                 | 19              | 1               |                    | 26                 | 1                  |            | -          | -          | 173    | 8      |
| Totale carriera   | Totale carriera   | Totale carriera   | 232        | 7          |                 | 36              | 1               |                    | 28                 | 1                  |            | -          | -          | 296    | 9      |

### Cronologia presenze e reti in nazionale
| Cronologia completa delle presenze e delle reti in nazionale ― Scozia | Cronologia completa delle presenze e delle reti in nazionale ― Scozia | Cronologia completa delle presenze e delle reti in nazionale ― Scozia | Cronologia completa delle presenze e delle reti in nazionale ― Scozia | Cronologia completa delle presenze e delle reti in nazionale ― Scozia | Cronologia completa delle presenze e delle reti in nazionale ― Scozia | Cronologia completa delle presenze e delle reti in nazionale ― Scozia | Cronologia completa delle presenze e delle reti in nazionale ― Scozia |
| Data                                                                  | Città                                                                 | In casa                                                               | Risultato                                                             | Ospiti                                                                | Competizione                                                          | Reti                                                                  | Note                                                                  |
| --------------------------------------------------------------------- | --------------------------------------------------------------------- | --------------------------------------------------------------------- | --------------------------------------------------------------------- | --------------------------------------------------------------------- | --------------------------------------------------------------------- | --------------------------------------------------------------------- | --------------------------------------------------------------------- |
| 11-6-2019                                                             | Bruxelles                                                             | Belgio                                                                | 3 – 0                                                                 | Scozia                                                                | Qual. Euro 2020                                                       | -                                                                     |                                                                       |
| 16-11-2019                                                            | Nicosia                                                               | Cipro                                                                 | 1 – 2                                                                 | Scozia                                                                | Qual. Euro 2020                                                       | -                                                                     | 58’                                                                   |
| 19-11-2019                                                            | Glasgow                                                               | Scozia                                                                | 3 – 1                                                                 | Kazakistan                                                            | Qual. Euro 2020                                                       | -                                                                     |                                                                       |
| 14-10-2020                                                            | Glasgow                                                               | Scozia                                                                | 1 – 0                                                                 | Rep. Ceca                                                             | UEFA Nations League 2020-2021 - 1º turno                              | -                                                                     | 79’                                                                   |
| 2-6-2021                                                              | Faro                                                                  | Paesi Bassi                                                           | 2 – 2                                                                 | Scozia                                                                | Amichevole                                                            | -                                                                     | 69’                                                                   |
| 24-3-2022                                                             | Glasgow                                                               | Scozia                                                                | 1 – 1                                                                 | Polonia                                                               | Amichevole                                                            | -                                                                     | 67’                                                                   |
| 14-6-2022                                                             | Erevan                                                                | Armenia                                                               | 1 – 4                                                                 | Scozia                                                                | UEFA Nations League 2022-2023 - 1º turno                              | -                                                                     |                                                                       |
| 21-9-2022                                                             | Glasgow                                                               | Scozia                                                                | 3 – 0                                                                 | Ucraina                                                               | UEFA Nations League 2022-2023 - 1º turno                              | -                                                                     | 85’                                                                   |
| 24-9-2022                                                             | Glasgow                                                               | Scozia                                                                | 2 – 1                                                                 | Irlanda                                                               | UEFA Nations League 2022-2023 - 1º turno                              | -                                                                     | 42’                                                                   |
| 27-9-2022                                                             | Cracovia                                                              | Ucraina                                                               | 0 – 0                                                                 | Scozia                                                                | UEFA Nations League 2022-2023 - 1º turno                              | -                                                                     | 72’                                                                   |
| 17-10-2023                                                            | Villeneuve d'Ascq                                                     | Francia                                                               | 4 – 1                                                                 | Scozia                                                                | Amichevole                                                            | -                                                                     | 84’                                                                   |
| 16-11-2023                                                            | Tbilisi                                                               | Georgia                                                               | 2 – 2                                                                 | Scozia                                                                | Qual. Euro 2024                                                       | -                                                                     | 79’                                                                   |
| 19-11-2023                                                            | Glasgow                                                               | Scozia                                                                | 3 – 3                                                                 | Norvegia                                                              | Qual. Euro 2024                                                       | -                                                                     |                                                                       |
| 7-6-2024                                                              | Glasgow                                                               | Scozia                                                                | 2 – 2                                                                 | Finlandia                                                             | Amichevole                                                            | -                                                                     | 63’                                                                   |
| Totale                                                                |                                                                       | Presenze                                                              | 14                                                                    |                                                                       | Reti                                                                  | 0                                                                     |                                                                       |

| Cronologia completa delle presenze e delle reti in nazionale ― Scozia under 21 | Cronologia completa delle presenze e delle reti in nazionale ― Scozia under 21 | Cronologia completa delle presenze e delle reti in nazionale ― Scozia under 21 | Cronologia completa delle presenze e delle reti in nazionale ― Scozia under 21 | Cronologia completa delle presenze e delle reti in nazionale ― Scozia under 21 | Cronologia completa delle presenze e delle reti in nazionale ― Scozia under 21 | Cronologia completa delle presenze e delle reti in nazionale ― Scozia under 21 | Cronologia completa delle presenze e delle reti in nazionale ― Scozia under 21 |
| Data                                                                           | Città                                                                          | In casa                                                                        | Risultato                                                                      | Ospiti                                                                         | Competizione                                                                   | Reti                                                                           | Note                                                                           |
| ------------------------------------------------------------------------------ | ------------------------------------------------------------------------------ | ------------------------------------------------------------------------------ | ------------------------------------------------------------------------------ | ------------------------------------------------------------------------------ | ------------------------------------------------------------------------------ | ------------------------------------------------------------------------------ | ------------------------------------------------------------------------------ |
| 28-3-2017                                                                      | Paisley                                                                        | Scozia under 21                                                                | 0 – 0                                                                          | Estonia under 21                                                               | Amichevole                                                                     | -                                                                              |                                                                                |
| 5-9-2017                                                                       | Paisley                                                                        | Scozia under 21                                                                | 2 – 0                                                                          | Paesi Bassi under 21                                                           | Qual. Europeo Under-21 2019                                                    | -                                                                              |                                                                                |
| 6-10-2017                                                                      | Middlesbrough                                                                  | Inghilterra under 21                                                           | 3 – 1                                                                          | Scozia under 21                                                                | Qual. Europeo Under-21 2019                                                    | -                                                                              |                                                                                |
| 10-10-2017                                                                     | Liepāja                                                                        | Lettonia under 21                                                              | 0 – 2                                                                          | Scozia under 21                                                                | Qual. Europeo Under-21 2019                                                    | -                                                                              |                                                                                |
| 10-11-2017                                                                     | Perth                                                                          | Scozia under 21                                                                | 1 – 1                                                                          | Lettonia under 21                                                              | Qual. Europeo Under-21 2019                                                    | -                                                                              |                                                                                |
| 14-11-2017                                                                     | Perth                                                                          | Scozia under 21                                                                | 0 – 2                                                                          | Ucraina under 21                                                               | Qual. Europeo Under-21 2019                                                    | -                                                                              |                                                                                |
| 24-3-2018                                                                      | Andorra la Vella                                                               | Andorra under 21                                                               | 1 – 1                                                                          | Scozia under 21                                                                | Qual. Europeo Under-21 2019                                                    | -                                                                              |                                                                                |
| Totale                                                                         |                                                                                | Presenze                                                                       | 7                                                                              |                                                                                | Reti                                                                           | 0                                                                              |                                                                                |

## Palmarès

### Club

#### Competizioni nazionali
- Coppa di Lega scozzese: 4

Celtic: 2019-2020, 2021-2022, 2022-2023, 2024-2025
- Campionato scozzese: 5

Celtic: 2019-2020, 2021-2022, 2022-2023, 2023-2024, 2024-2025
- Coppa di Scozia: 3

Celtic: 2019-2020, 2022-2023, 2023-2024